# Harry Callahan (fotógrafo)
Harry Morey Callahan (22 de octubre de 1912 – 15 de marzo de 1999) fotógrafo norteamericano considerado uno de los grandes innovadores de la moderna fotografía americana. 

No puedo decir qué es lo que hace a una fotografía. No puedo decirlo. Es misterioso. Abres el obturador y dejas el mundo entrar.

## Vida
Nació en Detroit, Míchigan y comenzó a fotografiar en 1938 de manera autodidacta. Durante esa década trabajó para el laboratorio fotográfico de General Motors en Detroit. Sobre 1946, recibió el apoyo de László Moholy-Nagy para enseñar fotografía en el Instituto de diseño de Chicago. Callahan se retiró en 1977, cuando daba clases en la escuela de diseño de Rhode Island.
Su hija Barbara nació en 1950. Incluso antes de su nacimiento ya aparecía en las fotografías del embarazo de Eleanor, esposa del fotógrafo. Entre 1948 y 1953 Eleanor (y a veces Barbara) aparecían en las fotos de paisajes como contrapunto a las grandes extensiones de los parques, línea del cielo o el mar.
Tomó fotografías de su esposa Eleanor, y de su hija Barbara así como de las calles, las escenas y los edificios de las ciudades donde vivió, mostrando un fuerte sentido de la línea y la forma, de la luz y la oscuridad. Trabajó con exposiciones múltiples y otras técnicas como dobles y triples exposiciones, desenfoques y película de pequeño o gran formato. El trabajo de Callahan fue una respuesta muy personal a su propia vida: Era muy conocido por animar a sus estudiantes a convertir sus cámaras en sus vidas, y él mismo daba ejemplo con su vida. Callahan fotografió a su esposa, como tema principal, durante un período de quince años. Eleanor fue esencial para su creación artística desde 1947 hasta 1960. La fotografió en todas partes: En el hogar, en las calles de la ciudad, en paisajes, sola o con su hija, en color o blanco y negro, en desnudos...
Murió en Atlanta en 1999 dejando alrededor de 100.000 negativos y más de 10.000 pruebas de impresión. El Centro de Fotografía Creativa de la Universidad de Arizona, que de manera activa colecciona, preserva y pone a disposición de los ciudadanos la obra de fotógrafos norteamericanos del siglo XX, conserva su archivo fotográfico.

## Obra
Callahan no dejó apenas obra escrita (diarios, cartas, libros de notas o notas de clase). Su método de trabajo consistía en salir casi cada mañana, pasear por la ciudad en la que vivía y tomar multitud de fotografías. Después dedicaba cada tarde a sacar pruebas impresas de los mejores negativos que había realizado durante el día. De toda esta actividad fotográfica, el propio Callahan estimaba no haber producido más de media docena de imágenes definitivas al año.
Series fotográficas:
- Cape Cod (1972-1974).
- Chicago (1948-1958).
- Eleanor (1947-1960).
- Lincoln Park.
- Providence.
- Hierba en la nieve (1943-1965).

## Libros
- Harry Callahan: The photographer at work, 2005. Editorial: Yale University Press. ISBN 0-300-11332-3
- Callahan in New England, 1994. Editorial: Brown University. ISBN 0-933519-28-1
- Harry Callahan, Color, 1941-1980, 1980. Editorial: Matrix Publications. ISBN 0-936554-00-2